# Gouvernement Kallio I
République de Finlande
Tulenheimo   Tanner 
Le gouvernement Kallio I (en finnois : Kallion I hallitus) est le 9e gouvernement de la République de Finlande.
Le gouvernement a siégé 431 jours du 14 novembre 1922 au 18 janvier 1924.

## Composition
Les ministres du gouvernement sont les suivants :
| Titre                                          | Ministre           | Période    | Période    | Parti | Parti          |
| ---------------------------------------------- | ------------------ | ---------- | ---------- | ----- | -------------- |
| Premier ministre                               | Kyösti Kallio      | 14.11.1922 | 18.1.1924  |       | Parti agrarien |
| Ministre des Affaires étrangères               | Juho Vennola       | 14.11.1922 | 18.1.1924  |       | Edistyspuolue  |
| Ministre de la Justice                         | Otto Åkesson       | 14.11.1922 | 21.12.1923 |       | Parti agrarien |
| Ministre de la Justice                         | Elias Sopanen      | 21.12.1923 | 18.1.1924  |       | Edistyspuolue  |
| Ministre de l'Intérieur                        | Vilkku Joukahainen | 14.11.1922 | 18.1.1924  |       | Parti agrarien |
| Ministre de la Défense                         | Bruno Jalander     | 14.11.1922 | 22.6.1923  |       | Ind.           |
| Ministre de la Défense                         | Kyösti Kallio      | 22.6.1923  | 16.8.1923  |       | Parti agrarien |
| Ministre de la Défense                         | Vilho Nenonen      | 16.8.1923  | 18.1.1924  |       | Ind.           |
| Ministre des Finances                          | Risto Ryti         | 14.11.1922 | 18.1.1924  |       | Edistyspuolue  |
| Ministre de l'Éducation                        | Niilo Liakka       | 14.11.1922 | 18.1.1924  |       | Parti agrarien |
| Ministre de l'Agriculture                      | Juho Sunila        | 14.11.1922 | 18.1.1924  |       | Parti agrarien |
| Vice-ministre de l'Agriculture                 | Juho Niukkanen     | 14.11.1922 | 18.1.1924  |       | Parti agrarien |
| Ministre du commerce et de l'industrie         | Aukusti Aho        | 30.11.1922 | 18.1.1924  |       | Ind.           |
| Ministre des Affaires sociales                 | Oskari Mantere     | 14.11.1922 | 18.1.1924  |       | Edistyspuolue  |
| Ministre des transports et des travaux publics | Erkki Pullinen     | 14.11.1922 | 18.1.1924  |       | Edistyspuolue  |